# Expédition Guyana
Expédition Guyana est une série documentaire en 3 épisodes de 52 minutes coproduite par la BBC et Discovery Channel. En France, elle est diffusée du 2 au 16 juillet 2009 sur France 5.
Elle est consacrée à la faune et la flore du Guyana, un pays qui possède une des flores et faunes les plus importantes au monde. Des milliers d'animaux dans toutes les catégories ne sont pas répertoriés, une équipe va dénicher ces animaux inconnus, pour les inventorier et les soumettre au président de la Guyane, pour préserver la forêt de la Guyane, et montrer ses richesses. 

## Collaboration
Un alpiniste/naturaliste, un découvreur des insectes tropicaux et une équipe de dizaines d'autres personnes s'aventurent dans cette forêt tropicale, qui est une des plus belles de la planète, avec ces ressources inconnues. Depuis leurs laboratoire de fortune au milieu de la forêt, l'expédition va tout faire pour découvrir ces ressources naturelles. 

## Épisodes
- Un paradis en danger
- Au cœur de la jungle
- A l'assaut du mont Upuigma

## Fiche technique
- Auteur : Steve Greenwood
- Réalisateur : Annie Backhouse, Lou Ferguson et Jonny Young
- Musique : Jonathan Gunton
- Narrateur : Pierre Dourlens (version originale : Alisdair Simpson)
- Adaptation française : Nice Fellow
- Durée : 3 x 52 minutes
- Année de production : 2008
- Sociétés de production : BBC, Discovery Channel

## Guyana: Habitants
Lorsque les premiers Européens sont arrivés dans le secteur autour de 1500, le Guyana était habitée par les Arawaks, les tribus du peuple Caraïbe et d'Amérindiens.